# 宮津能源研究所
宮津能源研究所是位於日本京都府宮津市小田宿野的火力發電廠，1989年8月開始運轉石油發電機組，日本泡沫經濟後發電需求下滑，逐漸停止運轉，目前利用設備進行溫水水產實驗，附設有「丹後魚知識館」。

## 機組
- 一號機
  - 燃料：重油、原油
  - 電量：37.5萬kW
  - 1989年（平成元年）8月開機

- 二號機
  - 燃料：重油、原油
  - 電量：37.5萬kW
  - 1989年（平成元年）12月開機

- 學術研究機組
  - 水平型風力發電機5kW一台
  - 垂直型風力發電機2kW一台 、1kW兩台
  - 潮汐發電機 1kW一台
  - 太陽能屋一棟